# Chabeuil
Chabeuil is een gemeente in het Franse departement Drôme (regio Auvergne-Rhône-Alpes). Het vliegveld Valence-Chabeuil ligt in de gemeente. De plaats maakt deel uit van het arrondissement Valence. Chabeuil telde op 1 januari 2022 6.860 inwoners.

## Geografie
De oppervlakte van Chabeuil bedraagt 41,07 vierkante kilometer; de bevolkingsdichtheid is 166 inwoners per km² (per 1 januari 2019).

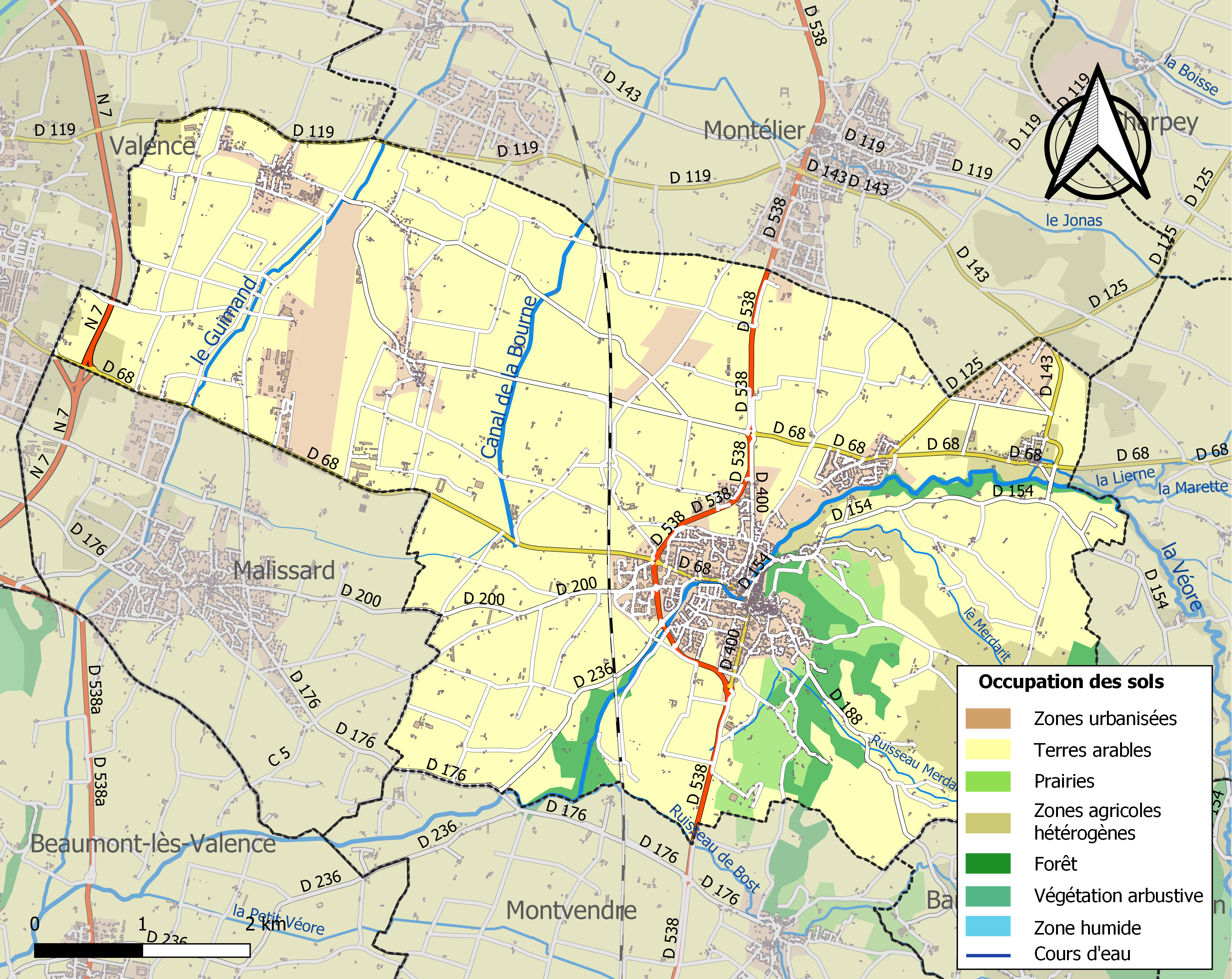
Kaart van de gemeente met belangrijkste infrastructuur, bodemgebruik en omliggende gemeenten

## Demografie
Onderstaande figuur toont het verloop van het inwonertal (bron: INSEE-tellingen).

## Partnergemeente
Mönchweiler in de Duitse deelstaat Baden-Württemberg.